# Християн Маєр
Християн Маєр (нім. Christian Mayer; 20 серпня 1719 — 16 квітня 1783) — німецький єзуїт, астроном, геодезист і картограф.
Народився в містечку Модрице (нім. Mödritz, поблизу Брно, Моравія). 1745 року вступив до ордену єзуїтів. З 1752 — професор математики і фізики, з 1762 — професор астрономії Гейдельберзького університету.

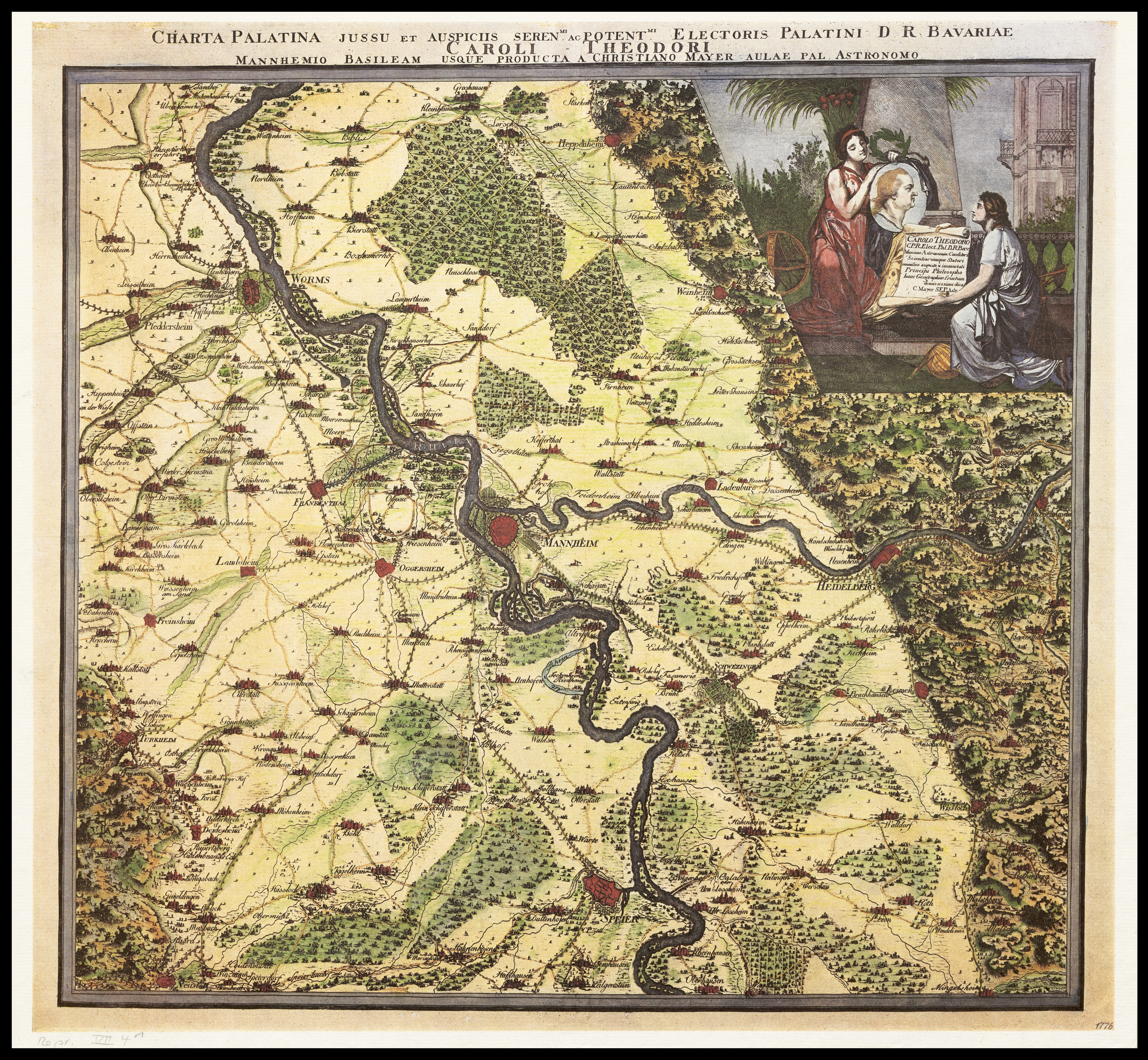
Карта району Мангейма, укладена Християном Маєром 1775 року

Наукові праці належать до спостережної астрономії. Визначав положення Сонця, Місяця, планет. 1769 року в Росії спостерігав проходження Венери перед диском Сонця. У 1775 за проектом Маєра в Мангеймі була побудована обсерваторія, оснащена найкращими для того часу інструментами. Там він одним з перших почав систематично спостерігати подвійні зорі, відкрив велику кількість їх. 1779 року склав перший каталог подвійних зір, до якого входило 56 пар. Брав участь у вимірі дуги меридіана на території Франції й у складанні великої карти Франції.
Іноземний член Лондонського королівського товариства (1765).
На честь Християна Маєра названо кратер на Місяці.